# Edificio residenziale in piazza Kudrinskaja
L'edificio residenziale in piazza Kudrinskaja (in russo Жилой дом на Кудринской площади?) è uno dei sette grattacieli moscoviti progettati durante il periodo stalinista e noti come Sette Sorelle. 

## Caratteristiche
La sua costruzione fu iniziata nel settembre 1948 e conclusa nel 1954 su progetto dell'architetto Michail Vasil'evič Posochin (1910-1989).
La torre principale ha 22 piani (dei quali solo 17 utilizzabili a scopo residenziale) ed è sormontata da una guglia alta 30 metri.
Si tratta di un edificio destinato in origine ad appartamenti per l'élite politico-intellettuale del tempo.